# Yeomen Warders
Yeomen Warders of His Majesty's Royal Palace and Fortress The Tower of London, ofta enbart benämnda Yeomen Warders eller Beefeaters, är en ceremoniell slottsdrabantstyrka vid Towern i London.
Yeomen Warders består vanligen av 42 personer som tillsammans med sin familjer bor inom Towerns område, där de fungerar som vaktstyrka. De har en mängd uppgifter, bland andra guidning av turister och skötsel av Towerns korpar. Deras dräkter är blå och av viktorianskt ursprung.

## Rekrytering
För att kunna bli en Yeomen Warder måste man ha tjänstgjort inom den brittiska krigsmakten i minst 22 år och ha fått medaljen för gott uppförande under 18 års tjänstgöring.

## Kuriosa
Yeomen Warders kallas sedan gammalt populärt Beefeaters ("köttätare"). Den mest troliga etymologiska förklaringen till detta anses vara att en del av vakternas lön bestod av kött.
Ibland förväxlas Yeomen Warders med hovdrabantkåren Yeomen of the Guard, som är en snarlik men fristående ceremoniell kår.

## Tjänstegrader
| Grad                      | Befattning                             | Gradbeteckning                                                                               | Ämbetstecken |
| ------------------------- | -------------------------------------- | -------------------------------------------------------------------------------------------- | ------------ |
| Chief Yeoman Warder       | chefsdrabant                           | 4 chevroner med spetsen nedåt, belagda med två korslagda nycklar, över allt en kunglig krona | Ceremonistav |
| Yeoman Gaoler             | ställföreträdande chefsdrabant         | samma som ovan, men utan den kungliga kronan                                                 | Hillebard    |
| Yeoman Warder Ravenmaster | informell grad för Towerns korpskötare | -                                                                                            | -            |
| Yeoman Warder             | menig drabant                          | -                                                                                            | -            |

Källa: 

## Illustrationer

Chief Yeoman Warder ca 1895.
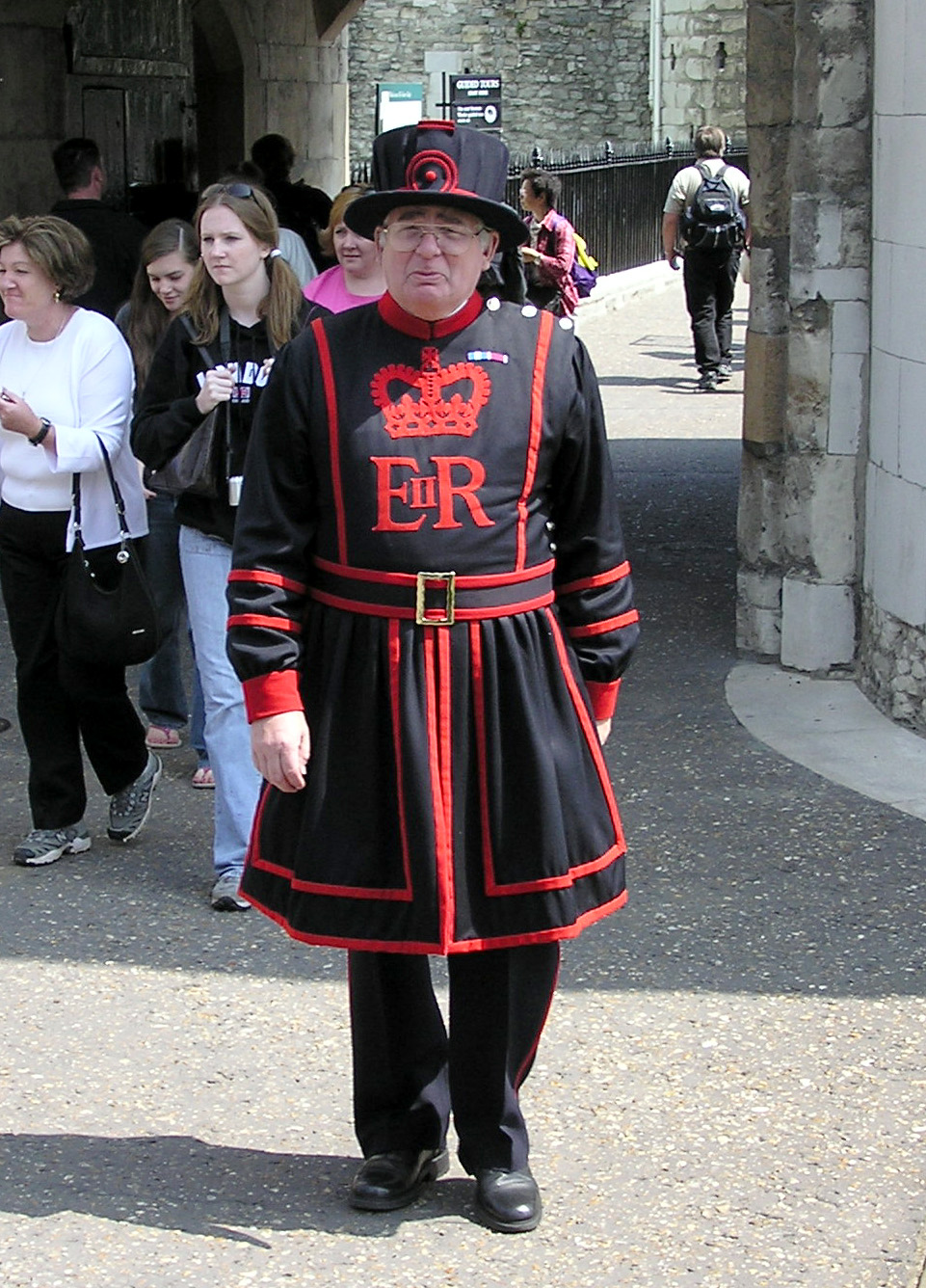
En Yeoman Warder, så kallad Beefeater.
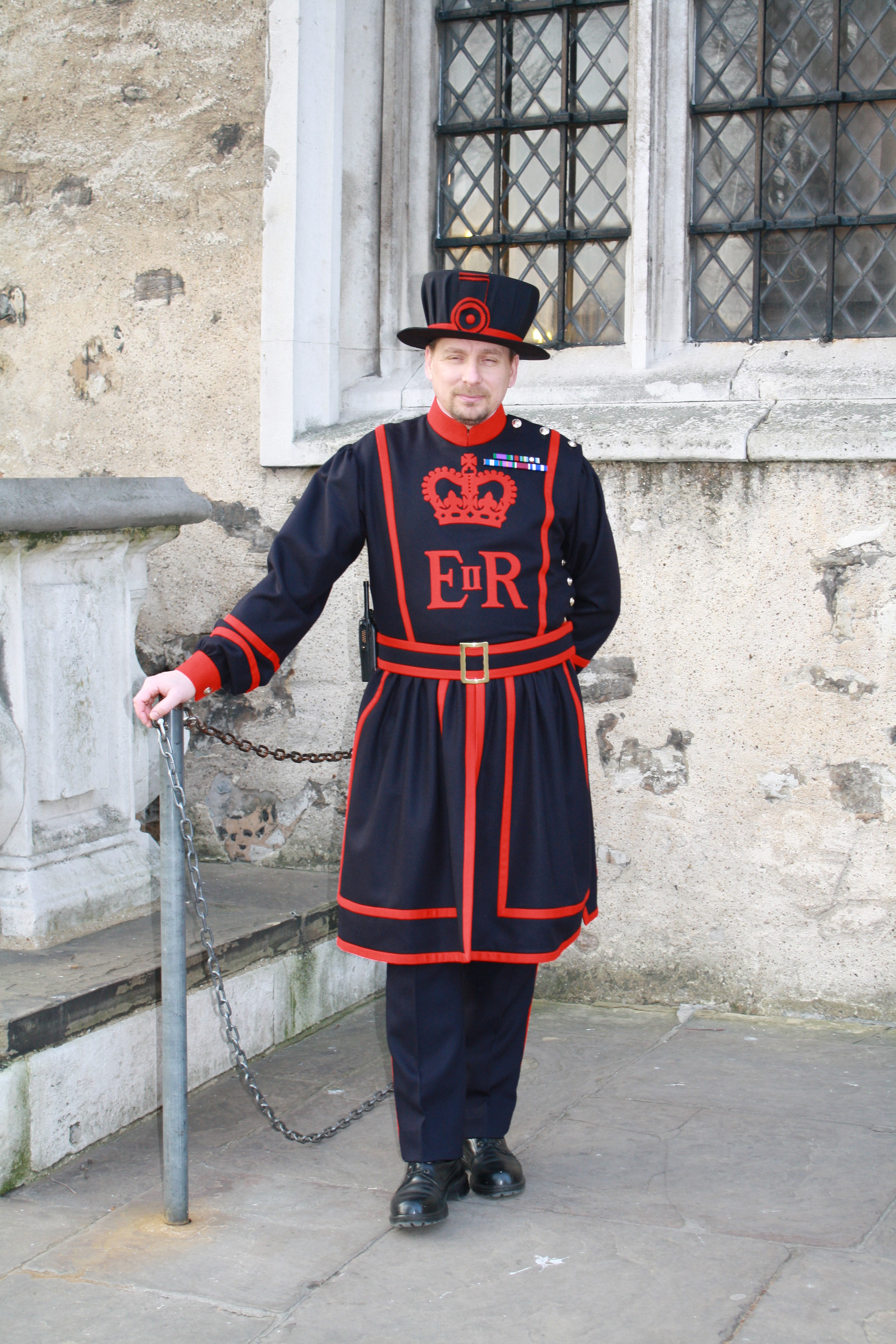
Yeoman Warder.
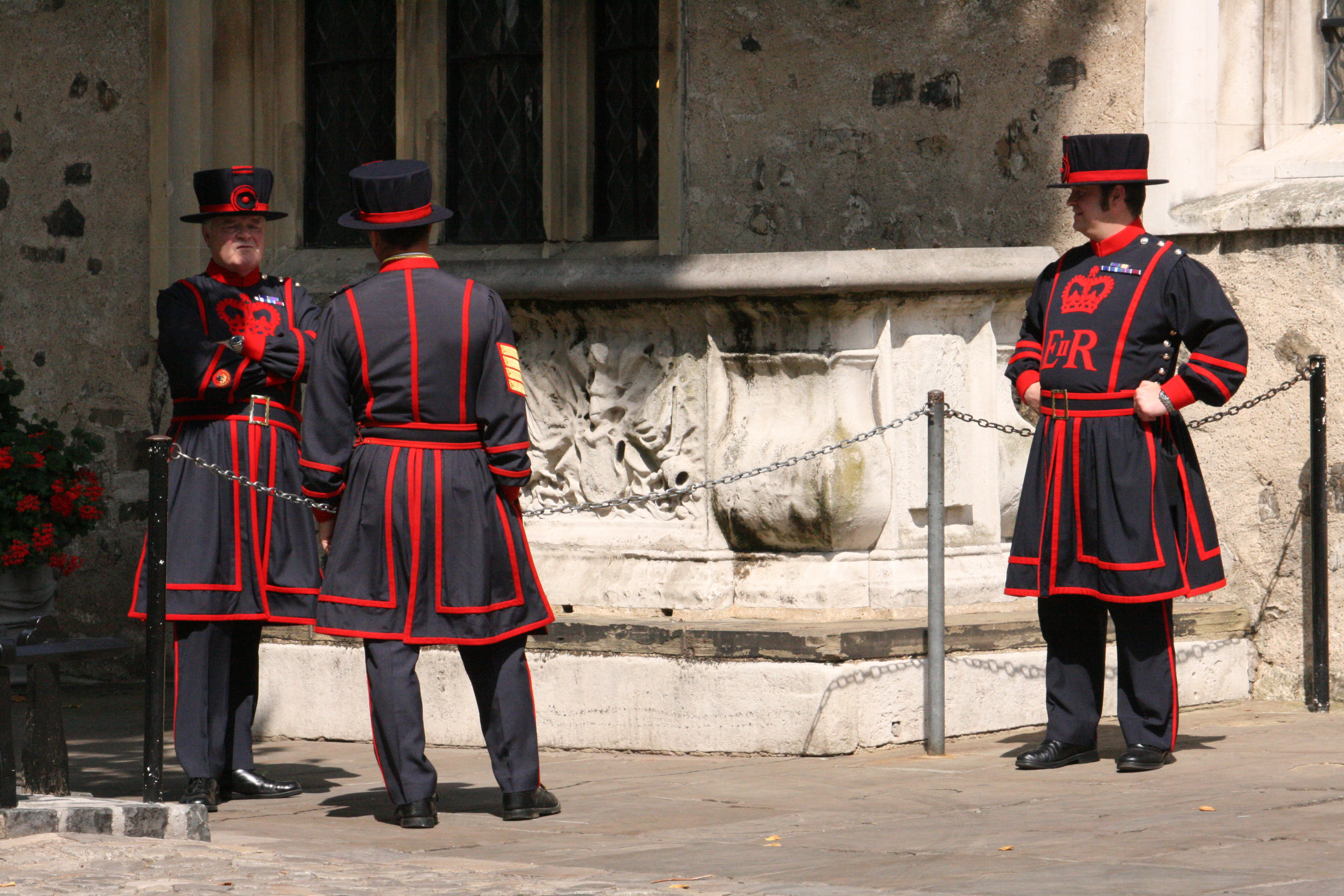
Yeomen Warders.